# НПО Лавочкин
Лавочкин или „научно-производни институт са именом С. А Лавочкина“ (рус. Научно-производственное объединение им. С. А. Лавочкина) је руско државно предузеће ракетне и свемирске индустрије и једно је од главних играча у развоју руског свемирског програма, како као пројектант, тако и као произвођач. Предузеће је основано априла 1937. као фабрика авиона, тј. конструкциони биро ОКБ-301 (рус. опытно-конструкторское бюро). У овом бироу су авионе пројектовала три млада инжењера, Семјон Алексејевич Лавочкин, Владимир Петрович Горбунов и Михаил Иванович Гудков, те су први типови произведених авиона носили ознаке ЛаГГ (Лавочкин - Горбунов - Гудков). Познат је по израђеној породици борбених авиона са клипним моторима за време Другог светског рата, а касније по раду на ракетним системима. Биро је затворен 1960. након смрти главног конструктора и оснивача С. А Лавочкина, али је касније поново отворен под именом НПО Лавочкин како би радио на међупланетарним летелицама (свемирским сондама) за прикупљање узорака са површине месеца „Луноход“, серија Луна усмерен ка Месецу, Вега ка Венери и др. Данас је ова компанија усмерена углавном на свемирску технологију, па су и главни производи - космичке летелице и уређаји. Фирма се налази у граду Химки у Московкој области, понекад излази под именима „Истраживачко и производно удружење Лавочкин“ или само „Удружење Лавочкин“. Тренутни директор компаније је Валериј Н. Полетски.

## Конструктори
- Алексеј Алексејевич Дубровин - (1937. — 1938.) главни конструктор
- В. П. Горбунов, С. А. Лавочкин и М. И. Гудков - (1939. — 1940.) главни конструктори
- Семјон Лавочкин - (од краја 1940. — јун 1960.) главни (од 1956 генерални) конструктор
- Георгиј Николајевич Бабакин - (1965. — август 1971.) главни пројектант
- А. П. Милованов - (1970. — 1987.) Директор
- Сергеј Сергејевич Кјуков - (1971. — 1977.) главни пројектант
- Вјачеслав Михајлович Ковтунченко - (1977. — јул 1995.) главни (од 1987 генерални) конструктор, 1987. - јул 1995. Генерални директор
- Станислав Данилович Куликов - (крај 1997.) Главни конструктор и директор
- Константин Михајлович Пичхадзе - (септембар 2003. — јануар 2005), главни конструктор и извршни директор
- Георгиј Максимович Полишчук - (јануар 2005), Главни конструктор и директор

## Авиони
Порекло серије ловачких авиона Лавочкин лежи у захтеву из 1938. године за једнокрилним ловцем с високим перформансама који ће у саставу совјетског ваздухопловства заменити двокрилне и једнокрилне ловце старије конструкције. Неколико државних пројектних бироа израдило је прототипове, од којих је прототп Лавочкина носио био са ознаком И-22 и полетио у марту 1939. године (ознака И од „истребитељ“ тј. ловац (рус. Истребитель). Кад су ознаке промењене у форму којом би се назначили пројектанти овај ловац је назван ЛаГГ-1 (у јесен 1940. у Совјетском Савезу авиони су названи према иницијалима имена конструктора). Дрвени првенац тројице инжењера је много обећавао и одмах је ЛаГГ-1 почео серијски да се израђује још пре окончаних тестирања која су иначе показала да је његов највећи недостатак премали долет. Зато су конструктори брзо морали да прераде авион и да у његова крила уграде додатне резервоаре за гориво. Тако је коначно кренула серија авиона ЛаГГ-3 и то у више фабрика одједном.
Списак авиона конструкционог бироа Лавочкин.
| Први лет    | Тип                  | Пробни пилот     | Намена                                                                            | Производња        |
| ----------- | -------------------- | ---------------- | --------------------------------------------------------------------------------- | ----------------- |
| 30.03.1940  | ЛаГГ-1 (И-22)        | А. И. Никашин    | Ловачки авион                                                                     | експериментални   |
| 23.01.1941  | ЛаГГ-3 (И-301)       | А. И. Никашин    | Ловачки авион                                                                     | серијски (6500)   |
| 1941        | ЛаГГ-3 М-107         | Г. А. Мищенко    | Ловачки авион                                                                     | експериментални   |
| 1941        | ЛаГГ-3 тип 38        |                  | ЛаГГ-3 са митраљезом Ш-37                                                         | серијски (85)     |
| 1942        | ЛаГГ-3 тип 33        |                  | ЛаГГ-3 са топом НС-37                                                             | серијски (15)     |
| 1942        | ЛаГ-5 (ЛаГГ-5)       | Г. А. Мищенко    | ЛаГГ-3 са АШ-82                                                                   |                   |
| 14.04.1942  | Ла-5 (тип 37)        |                  | Развој ЛаГГ-3 са АШ-82                                                            | серијски          |
| 11.1942     | Ла-5Ф (тип 39)       |                  | Ла-5 са АШ-82Ф                                                                    | серијски          |
|             | Ла-5ФН               |                  | Ла-5 са АШ-82ФН                                                                   | серијски (10.000) |
|             | Ла-5УТИ              |                  | Тренажни авион                                                                    |                   |
| 28.04.1943  | Ла-5 М-71            | Г. А. Мищенко    |                                                                                   | експериментални   |
| 30.01.1944  | Ла-7 (Ла-120, Fin)   | Г. М. Шиянов     |                                                                                   | серијски (5.753)  |
|             | Ла-7УТИ              |                  |                                                                                   |                   |
|             | Ла-7ТК               |                  | тип са турбокомпресором                                                           | експериментални   |
| 11.1944     | Ла-7Р                | А. В. Давыдов    | са мотором на течно ракетно гориво                                                | експериментални   |
| 1944-45     | Ла-ВРД               |                  | Млазни мотор Ц-18                                                                 | Пројекат          |
| 1946        | Ла-120Р              |                  | са мотором на течно ракетно гориво                                                | експериментални   |
| 6.1946      | Ла-126               |                  | Набојно-млазни мотор                                                              | експериментални   |
| 1.1946      | Ла-9 (Ла-130, Fritz) | А. А. Попов      | развојни пројекат Ла-126                                                          | серијски (16)     |
|             | 130Р                 |                  |                                                                                   | Пројекат          |
| позна 1944. | Ла-9УТИ              |                  |                                                                                   |                   |
|             | Ла-138               |                  | Ла-9 са набојно-млазним мотором                                                   | експериментални   |
| 5.1947      | Ла-11 (Ла-134, Fang) | А. Г. Кочетков   | Ловачки авион, варијанта Ла-9 са повећаним долетом                                | серијски (1895)   |
| 11.09.1946  | Ла-150               | А. А. Попов      | ловац млазњак                                                                     | експериментални   |
| 24.07.1947  | Ла-150М              |                  | модификација типа 150 са могућношћу катапултирања седишта                         | експериментални   |
| 25.07.1947  | Ла-150Ф              | С. Ф. Машковский | мотор са додатним сагоревањем                                                     | експериментални   |
| 11.1946     | Ла-152               | И. Е. Федоров    | Ловачки авион са РД-10                                                            | експериментални   |
| 1947        | Ла-154               |                  | Ловачки авион са ТП-1                                                             | Пројекат          |
| 01.03.1947  | Ла-156               | С. Ф. Машковский | Ловачки авион, мотор са додатним сагоревањем                                      | експериментални   |
| 1945        | 160                  |                  | пресретач са 2 Jumo-004 повешеним под крилом                                      | Пројекат          |
| 01.06.1947  | Ла-160 (рус. Стрелка)       | И. Е. Федоров    | развојни пројекат ла-152 са стреластим крилом                                     | експериментални   |
| 1946        | 162                  |                  | пресретач са мотором на течно ракетно гориво                                      | Пројекат          |
| 1948        | Ла-168               | И. Е. Федоров    | Ловачки авион са стреластим крилом и Витлеовим мотором                            | експериментални   |
| 1948        | Ла-172               |                  | Ловачки авион са РД-500                                                           | експериментални   |
| 08.01.1948  | Ла-174               | И. Е. Федоров    | Ловачки авион са РД-500, развој типа 172                                          | експериментални   |
| 7.1948      | Ла-174Д              |                  | Ловачки авион „дублер“ 174                                                        | експериментални   |
| 1949        | Ла-15 Fantail        |                  | фронтовски борац, серијска верзија 174Д                                           | Серија (500)      |
| 1948        | Ла-174ТК             | И. Е. Федоров    | са „танким“ (правим) крилом                                                       | експериментални   |
| 9.1948      | Ла-176               | И. Е. Федоров    | Први борбени авион у Совјетском Савезу који је пробио звучни зид, развој типа 168 | експериментални   |
|             | 178                  |                  | 168 са ВК-1                                                                       |                   |
| 9.1949      | Ла-15УТИ (180)       | А. Ф. Косырев    | Тренажни авион                                                                    | серијски          |
| 10.02.1951  | 190                  | А. Г. Кочетков   | суперсонични ловац-пресретач                                                      | експериментални   |
| 16.09.1949  | 200                  | С. Ф. Машковский | двосед, вишенаменски борбени авион                                                | експериментални   |
| 03.07.1952  | Ла-200Б              | А. Г. Кочетков   | двосед, вишенаменски борбени авион                                                | експериментални   |
|             | 200БФ                |                  | са ВК-1Ф                                                                          | Пројекат          |
| 13.05.1953  | Ла-17 (201)          |                  |                                                                                   | серијски          |
| 1956        | Ла-17М (202)         |                  | беспилотна летелица                                                               | серијски          |
| 1964        | Ла-17ММ (203)        |                  |                                                                                   | серијски          |
| 1959        | Ла-17Р (204, ТБР-1)  |                  | тактички шпијунски авион без посаде                                               | серијски          |
| 1965        | Ла-17РМ (204М)       |                  | тактички шпијунски авион без посаде                                               | серијски          |
|             | 250                  |                  | вишенаменски борбени авион                                                        | Пројекат          |
| 16.07.1956  | Ла-250А              | А. Г. Кочетков   | двосед, вишенаменски борбени авион                                                | експериментални   |
|             | 325                  |                  | суперсонични бомбардер                                                            | Пројекат          |

## Ракете и ракетни системи
Лавочкин је био пионир у Совјетском Савезу у конструкцији авиона на млазни погон. Након Другог светског рата пројектовали су и израдили први совјетски авион који је имао стреласта крила Ла-160, а потом су успели са авионом Ла-176 да буду први у Совјетском Савезу који су пробили звучни зид. Конструисали су и ловац-пресретач за све временске услове Ла-200 (1951), а 1957. Ла-250 „Анаконда“ борбени авион који је био опремљен ракетама ваздух-земља. Ове ракете за војне сврхе и њихов развој су биле друга област рада конструкционог бироа Лавочкин. 
Лавочкин је добио одговоран посао од владе да створи најновији ракетни систем противваздушне одбране како би заштитили велике индустријске центре и изнад свега град Москву. Ове задатке су испунили у најкраћем року, спроведена су истраживања, развој, конструкција, тестирање рада. И 1955. град је добио заштитни „Московски прстен“ противваздушне одбране, односно ракетни систем С-25 „Беркут“ са противавионски вођеним ракетама „ЗУР-205“. Више од 20 година, рађене су различите модификације ове ракете која је чувала небо изнад Москве. За рад на ракетној одбрани, тиму из Москвског конструкционог бироа су додељени „Ордени црвене заставе за рад“ 1956.
Године 1957. израђена је и извршена су успешна испитивања прве светске суперсоничне крстареће ракете „Олуја“ (рус. Буря), опремљена системом небеске навигације, а могла је да носи нуклеарне бомбе на интерконтиненталним удаљеностима (до 8 хиљада километара). Идеје, конструкциона решења, технологија, тада напредни нови материјали и својеврсна конструкција „Бурје“ су биле неколико деценија испред свог времена ...
Деветог јуна 1960. умро је Семјон Лаволкин од срчаног удара, а одлуком владе фирма је постала огранак бироа ОКБ-52 те су у том периоду били преусмерени да раде на стварању ракете за морнарицу (против-бродске ракете и ракетног система „Аметист“).
| Датум      | Тип         | Намена                                               | Производња      |
| ---------- | ----------- | ---------------------------------------------------- | --------------- |
| 25.07.1951 | B-300 (205) | Ракета земља-ваздух средњег домета                   | серијски        |
| 1950       | Г-300 (210) | Ракета                                               | Пројекат        |
| 1958       | 217         | развој ракете земља-ваздух "205"                     | Експериментална |
|            | 217М        | Ракета земља-ваздух за С-25М                         | серијски        |
| 1958       | К-15 (275)  | Ракета за авион                                      | Експериментална |
| 1957       | 350 (рус. Буря) | стратешка крстарећа ракета земља - земља             |                 |
| 1955-1957  | КАР (375)   | стратешких крстарећа ракета на нуклерни пулсни погон | Пројекат        |
| 1958       | 400         | Ракета земља-ваздух дугог домета                     | Експериментална |